# Nino Mormino
Nino Mormino, all'anagrafe Antonino Mormino (Termini Imerese, 23 giugno 1938), è un avvocato e politico italiano.

## Biografia
Avvocato penalista molto noto in Sicilia (fra gli altri, è il difensore di Marcello Dell'Utri), è un esponente di lungo corso di Forza Italia. È approdato per la prima volta alla Camera dei deputati nella XIV legislatura, quando è stato eletto nel collegio maggioritario di Cefalù con un collegamento alla lista civetta Abolizione dello scorporo. Durante il mandato parlamentare è stato vicepresidente della Commissione Giustizia.
Riconfermato alla Camera nella XV legislatura in virtù della candidatura nella lista di Forza Italia per la circoscrizione Sicilia 1, è stato vicepresidente della Giunta per le autorizzazioni e del Comitato parlamentare per i procedimenti di accusa e componente della Commissione Giustizia.